# 1383
Cette page concerne l'année 1383  du calendrier julien.
L'année 1383 est une année commune qui commence un jeudi.

## Événements
- Tamerlan prend Kandahar[1].

### Europe

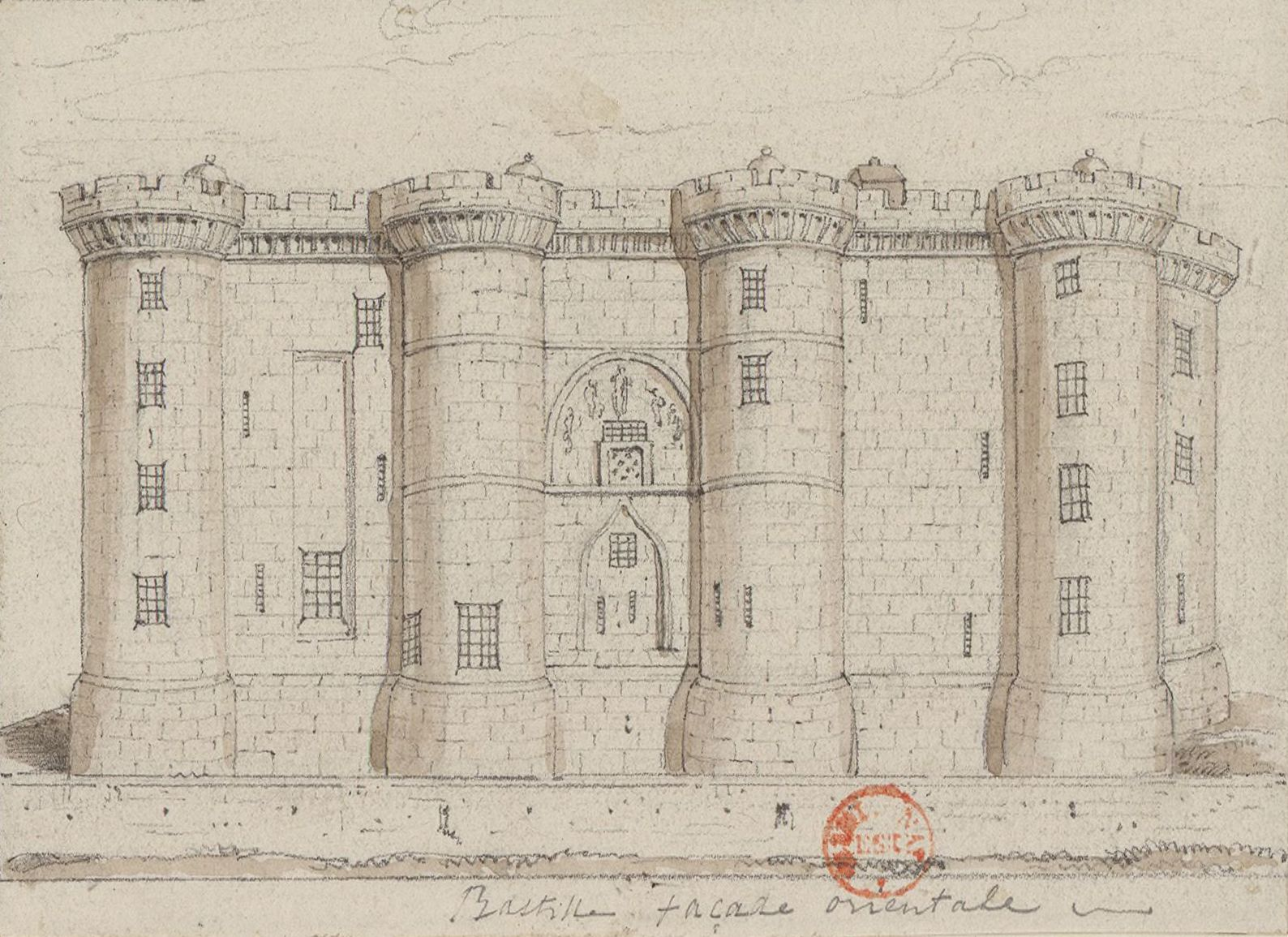
Achèvement de la Bastille à Paris

- 11 janvier : entrée de Charles VI de France à Paris à son retour de Flandre. Répression sévère de la révolte des Maillotins, une révolte fiscale des contribuables parisiens qui s'arment de maillets de plomb (d'où leur surnom de « Maillotins ») et descendent dans la rue[2].
- 27 janvier : ordonnance royale abolissant les corporations professionnelles en France. Paris perd ses privilèges municipaux jusqu’en 1412. La prévôté des marchands, l'équivalent de la mairie de Paris, est supprimée[3].
- 1er mars : Amédée VII devient comte de Savoie[4] sous la régence de sa mère Bonne de Bourbon[5] (fin en 1391).
- 19 mars : soulèvement contre l'impôt sur la viande à Gênes[6]. Le doge Niccolò Guarco est attaqué dans son palais (5 avril) et doit s'enfuir le lendemain.
- 7 avril : Léonard Montalto est élu doge de Gênes (fin le 14 juin 1384)[7].
- 16 mai : Henri le Despenser, évêque de Norwich, qui a pris la croix contre les Clémentins le 17 avril, débarque à Calais[8]. Il mène une croisade fulgurante en Flandre jusqu'en septembre.
- 17 mai : l’héritière du trône de Portugal, Béatrice, épouse le roi Jean Ier de Castille[9].
- 25 mai : victoire des Anglais sur les Flamands à Dunkerque[10].
- 10 juin : Henri le Despenser met le siège devant Ypres[11].
- 7 juillet : mort de Jacques des Baux[12].
  - Charles de Duras obtient la principauté d'Achaïe.
  - Othon IV de Brunswick-Grubenhagen obtient la principauté de Tarente.
- 1er septembre : Charles VI entre en Flandre[11].
- 17 septembre : capitulation des Anglais. Le roi de France entre dans Bourbourg. Les troupes anglaises d'Henri le Despenser sont autorisées à se retirer[11].
- 22 octobre : à la mort de Ferdinand Ier du Portugal, les nobles sont partagés entre deux candidats : les légalistes veulent confier la régence à Béatrice, en attendant la naissance d’un héritier qui réunirait les couronnes de Castille et du Portugal ; les légitimistes préfèrent promouvoir un fils légitimé d’Inès de Castro et de Pierre Ier de Portugal. La bourgeoisie, soucieuse de sauvegarder l’indépendance portugaise, préconise la désignation d’un autre fils de Pierre Ier, un bâtard, Jean, maître de l’ordre d’Avis[13].
- 30 octobre : le pape Urbain VI est fait prisonnier par Charles de Duras.
- 3 novembre : La basilique Sainte Marie de la Mer de Barcelone est achevée[14].
- 6 décembre : révolution de Lisbonne. João Fernandes Andeiro, favori de la régente de Portugal Éléonore Teles de Menezes, est assassiné par le maître Jean d’Avis, qui devient « recteur et défenseur du royaume » du Portugal. Début d'une crise de succession au Portugal. La reine et la régente se réfugient à Santarém. Une armée castillane assiège en vain Lisbonne en 1384[15].

- Récurrence de la peste en Espagne et au Portugal. Elle est signalée en Italie par un chroniqueur d'Orvieto[16].
- Ouverture de la faculté de théologie à Vienne, avec des professeurs venus de Paris[17]. L’université de Vienne compte plus de mille étudiants qui viennent d’Autriche, de Hongrie, de Saxe et d’Allemagne du Sud.